# Сечна
Се́чна (бел. Се́чна, Сешня) — река в Белоруссии, правый приток Западной Двины. Протекает в Шумилинском районе Витебской области. Длина реки — 21 км. Площадь водосбора 166 км².
Река вытекает из юго-западной части озера Добеевское около деревни Ильинцы в 10 км к юго-западу от посёлка Шумилино. На протяжении первых 7 км русло канализировано. Генеральное направление течения — юго-запад, в реку впадают ручьи и мелиорационные каналы. Крупнейший приток — ручей Звездик (левый).
На берегах реки стоит несколько деревень — Большие Лежни, Мехи, Желудово, Оболонье, Мишковичи, Ершово. Возле последней река впадает в Западную Двину. Устье находится в 6 км к юго-востоку от посёлка Улла.